# Поэтизм
Поэтизм (чеш. Poetismus) — возникшее в Чехословакии направление в литературе и искусстве в первой половине XX века.

## Основные положения
Поэтизм, с точки зрения его основоположников, должен быть не только художественной программой, но и рассматривать саму жизнь как поэзию. Целью поэтизма было некое внеполитическое, оптимистическое знакомство с окружающим миром и его познание. Из этого посыла развивался особый поэтический стиль. Поэтизм интересовался только современностью и положительными событиями. Основной тематикой лирических произведений должны были быть проявления радости, счастья и связанные с этим эмоции. В основе такого подхода к поэтическому творчеству лежало понимание возникшего после окончания Первой мировой войны состояния отчуждения между людьми и желание укрепить, возвысить межличностные отношения. Поэты считали виновным в таком кризисном развитии современное им общество, мало интересующееся — счастливы или нет его отдельные члены и культивировавшее эгоизм как одну из своих добродетелей, необходимых для процветания. Именно с таким направлением развития общества боролись своими произведениями представители поэтизма.

## История
Корни поэтизма находились в чехословацкой рабочей поэзии. Он возник в 1923 году в авангардистской среде вокруг художественной группы «Деветсил» (чеш. Devětsil). В 1924 году Карел Тейге печатает в брненском журнале Гость (Host) первый манифест нового художественного движения. В 1928 году он выходит отдельным изданием в Revue Devětsilu (RED) под названием manifesty POETISMU и состоит из 3 частей:
- Капля чернил (Kapka inkoustu) Витезслава Незвала
- Ультафиолетовые картины, или Артифициализм Карела Тейге
- Манифест поэтизма Карела Тейге

Поэтизм как художественно-литературное движение развивался в Чехословакии вплоть до начала Второй мировой войны. После 1950 года его идеи некоторое время представлял певческий дуэт Йиржи Сухи и Йиржи Шлитр.

## Представители поэтизма

### Живопись
- Мария Черминова (Туайен)
- Йиндржих Штырски

### Театр
- режиссёр Йиржи Фрейка
- режиссёр Йиндржих Хондла